# Sauris commoni
Sauris commoni är en fjärilsart som beskrevs av John S. Dugdale 1980. Sauris commoni ingår i släktet Sauris och familjen mätare. Inga underarter finns listade.